# 馬來西亞國家石油
馬來西亞國家石油公司简称馬石油或国油（Petronas），成立於1974年8月17日，是馬來西亞的國有石油及天然氣公司。作為政府的全資控股公司，國油公司掌握了全國的所有石油及天然氣資源，負有開發及使這些資源增值的責任。
马来西亚前首相马哈迪·莫哈末在2003年11月28日出任国油顾问的职位。2016年3月11日，首相办公厅发简短文告宣布，内阁以马哈迪联合反对党推出《公民宣言》发动倒首相纳吉·阿都拉萨运动为由，决定终止马哈迪所担任的国油公司顾问职务。同年3月25日，内阁议决委任前首相阿都拉·巴达威取代马哈迪出任国油顾问，从4月1日起生效。2018年8月21日，再度就任首相的马哈迪宣布，将终止阿都拉国油顾问一职。

## 关于公司

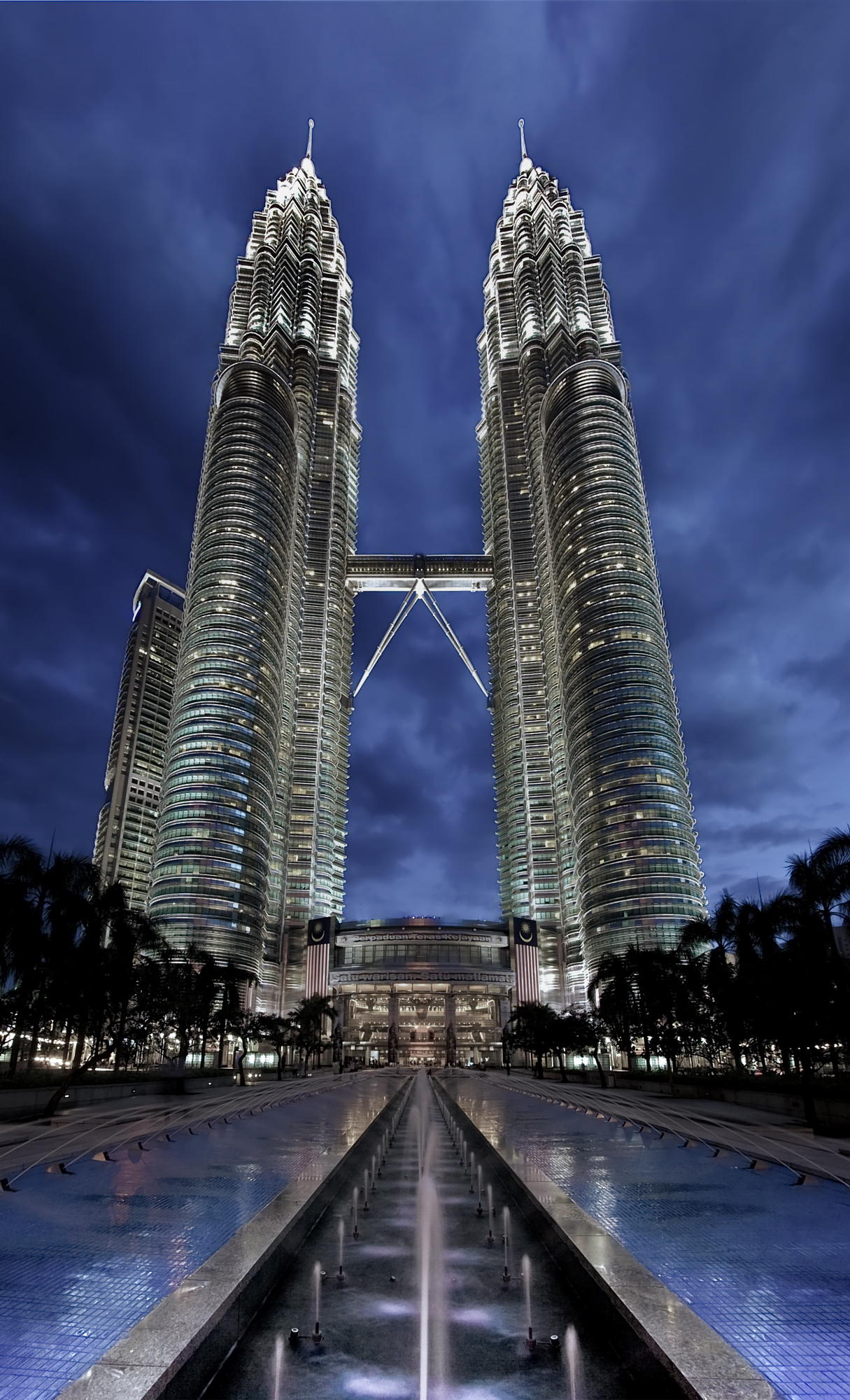
马石油总部—吉隆坡双峰塔

國油自成立後，逐漸成長為綜合性的國際石油天然氣公司，在31個國家有業務往來。国油也是世界500强公司之一，公司财富排名全世界第75名，亚洲12最会赚钱公司排名之一。至2005年3月底，國家石油集團共由103個全資子公司，19個合資公司，及57個相關公司組成。國家石油的業務範圍廣泛，包括上游的石油天然氣探測及生產，下游的石油提煉、石油製品營銷，交易，天然氣處理及液化，輸氣管網運營，液化天然氣營銷，石化製造與營銷，運輸，汽車工程，資產投資等。国油公司也是马来西亚政府的最主要收入源。
國油公司建造雙峰塔（PETRONAS Twin Towers）作為其總部，該塔一度是世界最高建築。该塔也于马来西亚的第42届国庆日（1999年8月31日）正式启用。
2009年11月17日，由德國汽車製造商梅賽德斯-奔馳宣布收購布朗車隊75.1%的股份，並與Petronas達成贊助協議後，將車隊更名為「梅賽德斯大獎賽車隊」（Mercedes GP Petronas Formula One Team）。2012年，隊伍將隊名中的「GP」移除並更換為「AMG」（奔馳旗下的的高性能部門），而車隊的全名也更改為「梅賽德斯AMG馬來西亞國家石油車隊」（Mercedes AMG Petronas Motorsport）。
2020年7月1日，东姑莫哈末陶菲克担任国油主席及首席执行官。

## 争议

### 资产纠纷
2019年4月，苏丹总统奥马尔·巴希尔被推翻后，苏丹过渡政府通过一项法案，并成立了消除、反腐败和追回资金授权委员会（ERC），其任务是审查协议并追回在前政府执政期间非法获得的资产。自2020年12月以来，苏丹过渡政府指控国油公司在奥马尔·巴希尔执政期间，以非法手段获得的资产问题开始浮出水面。2021年10月，苏丹政府试图没收属于国油公司在苏丹的子公司Nada Properties Co. Ltd（NPCL）收购注册的国油综合体大楼（PSC）的资产。10月11日，苏丹过渡政府向国油公司前高层发出了逮捕令。2天后，马来西亚外交部敦促苏丹方面遵守1961年《维也纳外交关系公约》规定，并第二次召见苏丹代办表达关切。国油在声明中表示，已启动对苏丹政府收回其土地和在喀土穆的国油综合大楼权利的法律程序，并向国际投资争端解决中心（ICSID）提出仲裁请求，而此事与取消对其前高层人员发出的逮捕令的法律追索权无关。